# Anastassija Firman
Anastassija Firman (ukrainisch Анастасія Фірман, eng. Anastasiia Firman, * 29. Dezember 2006) ist eine ukrainische Tennisspielerin.

## Karriere
Firman begann im Alter von sechs Jahren mit dem Tennisspielen und spielt bislang überwiegend Turniere auf der ITF Women’s World Tennis Tour, wo sie bisher einen Doppeltitel gewonnen hat.
2024 stand sie im Januar mit Josy Daems im Doppelfinale beim W15 in Esch an der Alzette, das die beiden mit 2:6 und 3:6 gegen Tayisiya und Yana Morderger verloren. 
Im Juni konnten die beiden ihren ersten ITF-Doppeltitel beim W15 in Kamen gewinnen. Im August erreichte sie mit Daems das Viertelfinale bei den Erwitte Open und im September beim TeReMeer Open Ladies NRW Grand Prix  sowie Ende Oktober beim Hamburg Ladies Cup. Bei den Therme Erding Open Ismaning im November musste sie sich mit Partnerin Laura Böhner bereits in der ersten Runde mit 2:6 und 2:6 gegen Nicole Rivkin und Karolína Vlčková geschlagen geben.
2025 stand sie mit ihrer Partnerin Chelsea Fontenel im März im Finale im Doppel des W15 in Alaminos, das die beiden mit 2:6, 6:4 und [7:10] gegen Stefania Bojica und Marie Mettraux verloren. Zwei Wochen später stand sie mit Vlada Ekshibarova wiederum in Alaminos im Finale im Doppel, das die beiden gegen Linda Ševčíková und Oana Georgeta Simion mit 5:7 und 3:6 verloren. Ende April stand sie mit Partnerin Tea Nikčević im Doppelfinale des W15 in Kuršumlijska Banja, das die beiden mit 3:6 und 3:6 gegen Britt du Pree und Joy de Zeeuw verloren.

## Turniersiege

### Doppel
| Nr. | Datum         | Turnier | Kategorie | Belag     | Partnerin  | Finalgegnerin                | Ergebnis |
| --- | ------------- | ------- | --------- | --------- | ---------- | ---------------------------- | -------- |
| 1.  | 29. Juni 2024 | Kamen   | ITF W15   | Hartplatz | Josy Daems | Marie Vogt Eva Marie Voracek | 6:3, 6:3 |